# Vitnoppa
Vitnoppa (Helichrysum luteoalbum) är en växtart i familjen korgblommiga växter. 

## Taxonomi
Arten beskrevs första gången av Carl von Linné 1753 i boken Species plantarum, med namnet Gnaphalium luteo-album (senare modifierades namnet genom att bindestrecket uteslöts). År 1829 flyttade Ludwig Reichenbach arten till släktet Helichrysum, men detta namn blev inte allmänt använt, utan arten lämnades kvar i Gnaphalium till 1981, när den flyttades till Pseudognaphalium.
En undersökning av phylogenetiska relationer i Helichrysum och närbesläktade släkten fann att vitnoppa har uppstått inom Helichrysum. som en följd av detta återuppväcktes Reichenbachs sedan länge glömda artnamn.